# Râul Valea Andoliei
Râul Valea Andoliei este un curs de apă, afluent al râului Ghimbav. 